# Arcy Lopes Estrella
Arcy Lopes Estrela (Rio Bonito, 24 de junho de 1917 — São Gonçalo, 12 de janeiro de 2004) foi um militar, funcionário público, advogado e jornalista. Participou da Ação Integralista Brasileira (AIB) durante a sua juventude, atuando ao longo da sua vida no movimento Integralista. Tornou-se uma das personalidades mais influentes entre os camisas-verdes.

## Biografia
Sobre o período de sua passagem pela Ação Integralista Brasileira, Arcy Estrella indica alguns detalhes para a pesquisadora Márcia Regina da Silva Ramos, durante entrevista realizada pelo Laboratório de História Oral e Imagem: “Na década de trinta o movimento começou em 1932, de 1932 a 1936 eu era muito jovem. Só em 1936 foi que eu ingressei na Ação Integralista Brasileira. Era na época presidente do Núcleo Doutor Rocha Vaz, da Rua das Laranjeiras, número trezentos, Rio de Janeiro. Rocha Vaz era médico e mantinha ali o Núcleo como uma espécie de assistência, com assistência médica, com assistência jurídica, como assistência social."[carece de fontes?]
Ao longo da sua vida, atuou ativamente em projetos sociais, com a realização de cursos livres e a defesa dos direitos da população carente, através da militância jurídica, participando ativamente como difusor da campanha de Plínio Salgado para a Presidência da República, em 1955, no Estado do Rio de Janeiro.  
Destacou-se por sua atuação como defensor do trabalhador rural, fundando, na década de 1950, a União de Lavradores do Estado do Rio de Janeiro (ULERJ). Exerceu a Presidência do Triunvirato da União Operária e Camponesa do Brasil (UOCB), na década de 1960. Filiado ao Partido de Representação Popular (PRP), atuou como correspondente no jornal oficial da legenda, A Marcha.[carece de fontes?]
Em consequência da sua militância foi preso na década de 1960, acusado de atividades subversivas. As acusações foram posteriormente retiradas através do processo movido pelo acusado e da emissão de certidão negativa assinada pelo Supremo Tribunal Militar. Sobre sua prisão, descreve com riquezas de detalhes:
| “ | Em 1964, na revolução de março, me pegaram em uma madrugada. Em 3 de abril, recolheram-me ao 3° R.I (porque sou também sargento reformado do Exército Brasileiro). Ali, durante 03 dias incomunicáveis, depois fui para o Departamento de Ordem Política e Social (DOPS). Do DOPS me recolheram à penitenciária da Frei Caneca. Estive alí cerca de trinta dias. Como? Não tinha crime nenhum e nada que pudesse comprovar a minha conduta e má conduta. No Frei Caneca, mandaram-me com mais trinta homens para o Caio Martins, em Niterói. Ali, fui conhecer Armando Ferreira, que esteve também preso junto com amigos. | ” |

Em 1982, foi candidato a deputado federal pelo PTB fluminense, sem lograr a eleição, tentando rearticular o eleitorado integralista, então disperso no Estado. Em 1987, durante reunião da Direção Nacional realizada no Estado do Rio de Janeiro com a presença do Conselho Nacional da Ação Integralista Brasileira, por unanimidade foram eleitos os membros do Conselho Nacional, inclusive Arcy Lopes Estrella, conforme noticiou o jornal Renovação Nacional, dirigido por Jader Medeiros, demonstrando sua permanência nas fileiras do Sigma.[carece de fontes?]
Fundou na década de 1990 o Centro Cultural Plínio Salgado – CCPS, responsável por disponibilizar biblioteca pública, cursos livres e assessoria jurídica gratuita para toda a comunidade de São Gonçalo e Niterói, regiões localizadas no Estado do Rio de Janeiro.[carece de fontes?]
Entre as diversas fases profissionais, exerceu com destaque o ofício de jornalista, com diversos artigos publicados em jornais e revistas sobre temas variados, predominando analises sobre política, história e religião. Foi idealizador do emblemático informativo Alerta, difusor da doutrina do Sigma, cujo primeiro número foi lançado em novembro de 1995, tendo importante papel na reorganização do Integralismo e servindo de modelo para outros boletins Integralistas. Segundo a pesquisadora Marcia Regina da Silva Ramos Carneiro: “Pode-se dizer que o informativo Alerta nasceu sem a pretensão de ser um “formador” de opiniões. Queria formar sim o integralista, mais isso não significa impor ou produzir “tempestades cerebrais”. O Alerta surgiu mais como um repositório da memória integralista e um “formador” doutrinário”.. 
Foi membro da Legião 11 de Maio, entidade que Arcy ajudou a divulgar através da publicação do emblemático artigo "Eu vi o 11 de maio". A Legião foi criada com o objetivo de preservar a história dos Mártires Integralistas que tombaram durante o levante de 11 de maio de 1938, com cerimônias anuais realizadas no Mausoléu dos Mártires Integralistas pelos militantes do movimento.[carece de fontes?]
Ao longo dos anos ocorreram algumas iniciativas de pesquisadores com o objetivo de preservar e homenagear a história de militância política e social de Arcy Estrella para posteridade, dentre elas uma extensa entrevista temática do Laboratório de História Oral e Imagem (LABHOI) da Universidade Federal Fluminense (UFF), em 03 de setembro de 1998, disponível em seus arquivos sobre temas variados de sua trajetória, além do livro "História de um Integralista Gonçalense", de autoria de Marcos Vinícius Macedo Varella, publicado em 2007, e o Centro Cultural Arcy Lopes Estrella – CCALE, destinado à preservação e história da memória Integralista, servindo os trabalhos como fontes para futuras pesquisas sobre a história da política nacional. 
Em 2015 o jornal O Globo publicou a reportagem "Pelas frestas da Intelectualidade", do reportar Rodrigo Fonseca. A publicação aborda aspectos sobre a obra cinematográfica produzida por Sergio Sanz intitulada "Soldado de Deus",  no qual investiga a história do movimento Integralista, em especial, a existência de núcleos simpatizantes, com a imagem do Dr. Arcy e sua esposa, que colaboraram com a construção da película através do seu depoimento.  
No final de 2017 foi criada no Estado do Rio de Janeiro a Associação Cívica Cultural Arcy Lopes Estrella - ACCALE, por antigos frequentadores do Centro Cultural Plínio Salgado, localizado em São Gonçalo, com a finalidade de divulgar e promover ensinamentos integralistas, fundamentados nas obras de autores do pensamento integralista, sendo realizado no dia 25 de janeiro de 2018 sessão solene, no Estado do Rio de Janeiro, em homenagem ao patrono da associação Sr. Arcy Lopes Estrella, com apresentação de palestra sobre a sua vida e obra.[carece de fontes?]

## Cargos
Durante sua vida, Arcy exerceu diversos tipos de funções. Dentre eles, destacam-se:
- Advogado
- Jornalista, com diversos artigos publicados em jornais e revistas sobre temas variados, predominando análises sobre política, história e religião
- Funcionário público
- Militar, havendo chegado ao cargo de Sargento do Exército
- Presidente da União Operária e Camponesa do Brasil (UOCB), na década de 1960
- Membro do Partido de Representação Popular - PRP
- Correspondente no jornal oficial da legenda A Marcha, participando nos anos subsequentes de inúmeras organizações políticas
- Membro da legião 11 de maio
- Fundador do Centro Cultural Plínio Salgado (CCPS), responsável por disponibilizar biblioteca pública, cursos livres e acessória jurídica gratuita para toda comunidade de São Gonçalo e Niterói, regiões localizadas no Estado do Rio de Janeiro

## Ver Também
- Frente Integralista Brasileira
- Movimento Águia Branca